# Husayn Ali Nuri
Cette page contient des caractères spéciaux ou non latins. S’ils s’affichent mal (▯, ?, etc.), consultez la page d’aide Unicode.
Le Mīrzā Ḥusayn-ʿAlī Nūrī (persan : میرزا حسینعلی نوری), né le 12 novembre 1817 à Téhéran, Iran et mort le 29 mai 1892 à Acre (alors dans le vilayet de Beyrouth), surnommé Bahāʾ-Allāh (arabe : بهاء الله « gloire de Dieu » ou « splendeur de Dieu » — Bahá’u’lláh en translittération baha'ie), est le fondateur de la religion baha’ie, s’affirmant comme la dernière en date d’une longue lignée de révélations à travers des « enseignants » marquants (Krishna, Abraham, Moïse, Bouddha, Zoroastre, Jésus, Mahomet, le Bāb, et Bahá’u’lláh en tant que « Manifestations de Dieu »). Il proclama l’unification prochaine de l’humanité et l’émergence d’une civilisation mondiale. Bahāʾ-Allāh affirme être le « Promis » des religions du passé « venu, au temps de la fin, amener les peuples du monde vers la justice et la prospérité, vers l’Âge d’Or de l’histoire de l’humanité ».
Il fut le disciple du Bāb (1819-1850), qui affirma être al-Qāʾim (arabe : القائم « Celui qui s’élève », encore appelé « l’Imam Caché » ou Al-Mahdī, « celui qui est bien guidé », arabe : المَهْدي) annoncé par la tradition islamique et attendu par les musulmans avant le « Jour du Jugement ».

## Sa famille
Le mīrzā Ḥusayn-ʿAlī Nūrī naquit à Téhéran (Iran), le 12 novembre 1817 (2e jour du mois de mouharram 1233 ap. H.), dans une famille fortunée de l’aristocratie iranienne, possédant de vastes domaines et revendiquant descendre des dynasties régnantes de l’ancienne Perse impériale pré-islamique.

### Son père

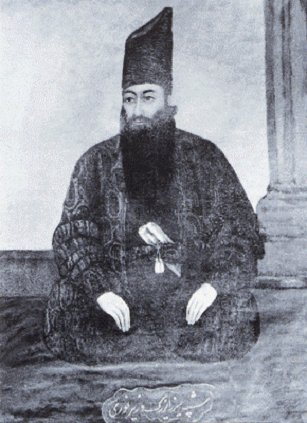
Mírzá ‘Abbás-i-Núrí.

Son père, le mīrzā Ḥusayn-ʿAlī Nūrī ʿAbbās-i Nūrī (ميرزا عباس نوري), mieux connu comme le mīrzā Buzurg, était le fils du mīrzā Riḍā-Qulī Big, fils du mīrzā ʿAbbās Ḫān Karbilāʾī, fils de Ḥājī Muḥammad-Riḍā Big, fils de Āqā Muḥammad-ʿAlī, fils de Āqā Faḫr (n.1618), fils de Šahrīyār-Ḥasan.
Il était renommé pour la qualité de sa calligraphie et servit comme vizir de l’Imám-Virdi Mírzá, le douzième fils de Fatḥ-‘Alí Sháh Qájár (1771-1834), qui était le chef du clan Qájár. Le mírzá Buzurg fut plus tard nommé gouverneur de Burújird et du Luristán. Ses affaires prospérèrent jusqu’à la mort de Fatḥ-‘Alí Sháh et l’accession au trône en 1834 de Muḥammad Sháh Qájár (1810-1848). Il subit alors l’animosité du vizir hájí mīrzā Áqásí, dont il avait critiqué les agissements, perdit son poste ainsi que la plus grande partie de ses immenses biens, et décida alors de se retirer en Irak. Il y mourut en 1839 et fut enterré au Vádí-al-Islám de Najaf, où se trouve le tombeau de l’Imám ‘Alí.
Le mírzá Buzurg eut sept épouses, parmi lesquelles trois concubines, et au moins 15 enfants. Sa seconde épouse se nommait Khadíjih Khánum et fut la mère du mírzá Ḥusayn-‘Alí Núrí, plus connu sous le titre de Bahá’u’lláh. L’une de ses concubines nommée Kúchik Khánum fut la mère du mírzá Yaḥyá Núrí, que le Báb désigna comme son successeur sous le titre de Ṣubḥ-i Azal (1831-1912, « Aurore de l’Éternité »). Ces deux demi-frères devinrent d’importantes figures du bábisme et leur opposition créa un schisme au sein de ce mouvement entre leurs partisans, appelés respectivement « bahá’is » et « azalis ».

### Ses enfants
Le mírzá Ḥusayn-‘Alí Núrí eut 14 enfants de ses trois épouses et aucune concubine. Il se maria en accord avec les lois et coutumes de la société de son époque, avant que la bigamie (devenue monogamie dans la pratique ultérieure des bahá’is) ne soit enjointe dans le Kitáb-i-Aqdas.

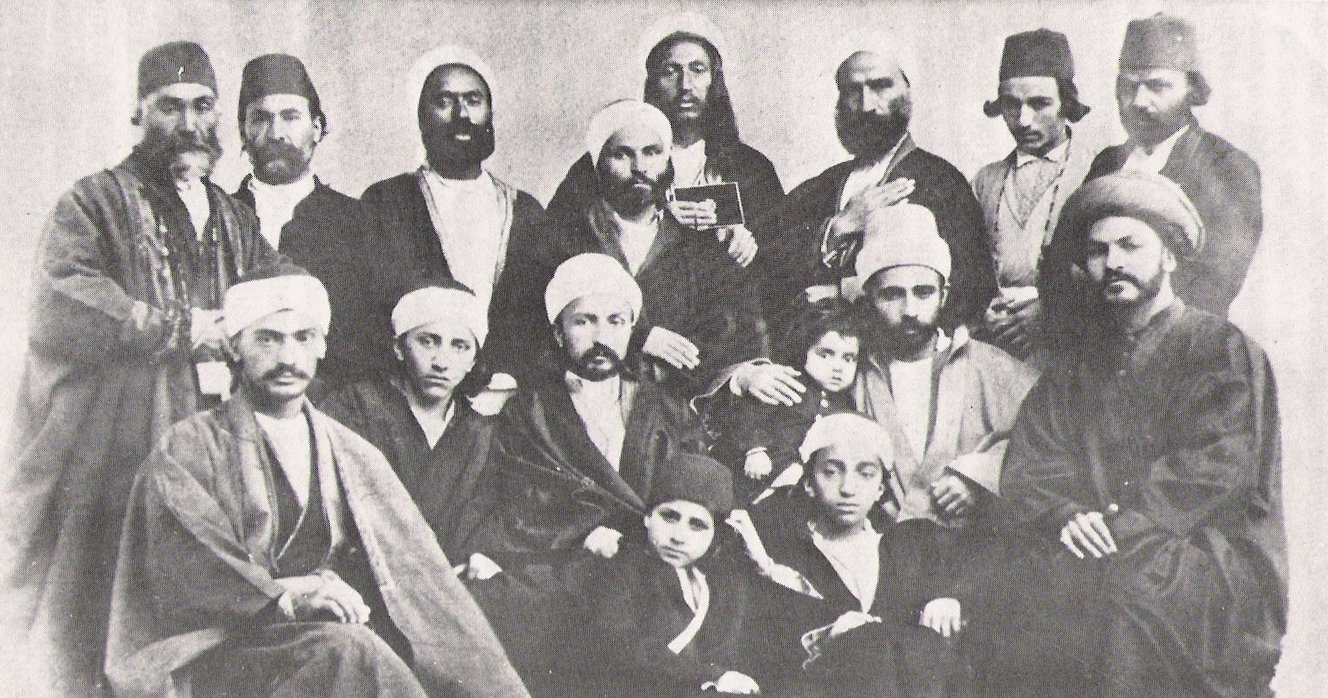
Photographie de trois fils de Bahá’u’lláh (‘Abbás Effendi, le mírzá Mihdí et le mírzá Muḥammad-‘Alí) avec leurs compagnons vers 1868 à Andrinople.

Sa première épouse Ásíyih Khánum (آسیه خانم, v1820-1886) était la fille du mírzá Ismá’íl-i-Vazír, et épousa Bahá’u’lláh à Téhéran selon la loi islamique en septembre-octobre 1835. Bahá’u’lláh l’appelait Navváb et déclara qu’elle était « son épouse pour l’éternité dans tous les mondes de Dieu ». De leur union naquirent 7 enfants, dont seulement 3 atteignirent l’âge adulte : ‘Abbás Effendi (1844-1921, qui prendra la tête de la communauté après la mort de son père sous le titre de ‘Abdu’l-Bahá : « Serviteur de Bahá »), Bahíyyih Khánum (1846-1932) et le mírzá Mihdí (1848-1870).
Sa seconde épouse Fáṭimih Khánum (1828-1904), plus connue sous le titre de Mahd-i-’Ulyá, était sa cousine et l’épousa à Téhéran en 1849, alors qu’ils étaient bábis. De leur union naquirent 6 enfants, dont seulement 4 atteignirent l’âge adulte : Samadíyyih (fille morte en 1904-05), le mírzá Muḥammad-‘Alí (1852-1937), Ḍíyá’u’lláh (fille 1864-1898) et Badí’u’lláh (1868-1950).
Il épousa sa troisième femme Gawhar Khánum à Bagdad quelque temps avant qu’il n’eut déclaré sa « mission divine », et elle n’eut qu’une seule fille : Fúrúghíyyih.

## Environnement historique
Le XIXe siècle en Perse est une période de profonde mutation matérielle, politique et sociale. La dynastie Kadjar, fondée en 1794, réussit à restaurer l’unité nationale et entama des réformes pour moderniser le pays sous la pression de la Russie au nord et de l'Empire britannique à l’est, qui s’opposaient dans le « Grand Jeu » géostratégique pour la domination de la région.
Avec l’arrivée au pouvoir des Kadjars, les nobles (mírzáís), les commerçants du Bazar (bazarís) et les dignitaires religieux (oulémas) chiites duodécimains acquirent influence et pouvoir au sein d’une société restée féodale et imprégnée de clientélisme, de népotisme et de corruption.
L’année 1844 (1260 ap. H.) vit l’apparition d’un mouvement religieux millénariste et réformateur : le bábisme (en perse : بابی ها = Bábí há), fondé par un jeune commerçant de Chiraz nommé Siyyid Mírzá ‘Alí Muḥammad Shírází (1819-1850) et surnommé le Báb (arabe : باب « la Porte »). Celui-ci déclara être Al-Qá’im annoncé dans les traditions islamiques et attendu par les musulmans avant le « Jour de la résurrection et du Jugement » pour régénérer et faire triompher l’islam. Perçu dans un premier temps comme une simple tentative de réforme de la société, son message se révéla par la suite être en fait la naissance d’une nouvelle religion indépendante de l’islam et se répandit comme un feu de prairie à travers la Perse, touchant toutes les couches de la population, du plus humble paysan au plus éminent lettré.
Les dignitaires religieux chiites ne tolérèrent pas cette remise en cause de leur autorité et de leur pouvoir, et firent pression sur le grand vizir hájí mīrzā Áqásí pour réprimer ce mouvement et exiler le Báb en Azerbaïdjan dans les forteresses de Máh-kú (1847-1848) puis de Chihríq (1848-1850). Les bábis levèrent alors « l’étendard noir » de la « guerre sainte » au Khurásán mais furent vaincus après un an de siège au mausolée fortifié de Shaykh Ṭabarsí (1848-1849) dans le Mázindarán. De nouvelles rébellions dans les provinces du Fárs et de Zanján décidèrent le grand vizir Mírzá Taqí Khán (1807-1852) à noyer la révolte dans le sang et à faire fusiller le Báb dans la cour de la caserne de Tabriz le 9 juillet 1850.
La tentative d’assassinat du roi de Perse Náṣiri’d-Dín-Sháh Qájár (1831-1896) par trois bábis, le 15 août 1852, fut le signal d’une répression sauvage et généralisée, sous le regard consterné des militaires et des diplomates occidentaux témoins des évènements. La communauté bábie fut pratiquement anéantie et les bábis qui échappèrent à la mort ou à la prison furent contraints de s’exiler ou d’entrer dans la clandestinité.

## Exil

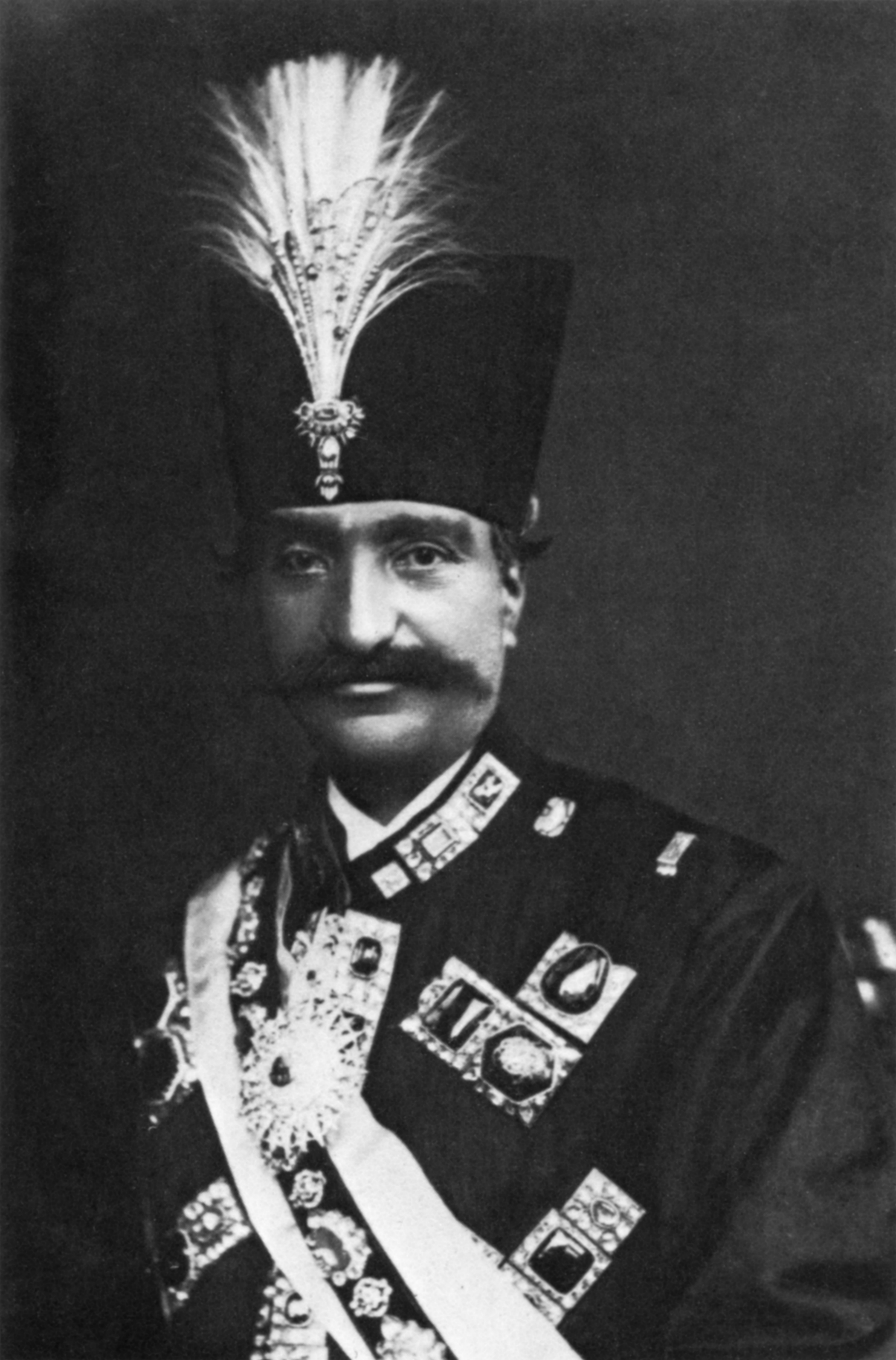
Náṣiri’d-Dín-Sháh Qájár.

Mírzá Ḥusayn-‘Alí Núrí se convertit rapidement au bábisme à l’âge de 28 ans et devint l’un des chefs de ce mouvement, organisant en particulier la conférence de Badasht (juin-juillet 1848) qui marqua la séparation définitive du bábisme d’avec l’islam, et au cours de laquelle il prit officiellement le titre de Bahá’u’lláh.

### Emprisonnement à Téhéran
Dans les jours qui suivirent la tentative d’assassinat contre Náṣiri’d-Dín-Sháh Qájár, Bahá’u’lláh fut arrêté et escorté d’une manière humiliante, à pied sans chaussures ni chapeau, jusqu’à la capitale Téhéran pour y être enfermé dans le cachot souterrain du Síyáh-Chál (le « trou noir »). C’est enchaîné dans l’obscurité, le froid et la puanteur de ce cachot, qu’il vécut une expérience mystique à la suite de laquelle il déclara être « Celui que Dieu rendra manifeste » (Man yuẓhiruhu’lláh, arabe : من یظهر الله et persan : مظهر کلّیه الهی) annoncé par le Báb. Comme il bénéficiait de puissantes protections, ses ennemis hésitèrent à le tuer comme les autres bábis et décidèrent de confisquer tous ses biens puis de l’exiler avec sa famille le plus loin possible en espérant sa mort.

### Bagdad
Bahá’u’lláh quitta Téhéran le 12 janvier 1853 (1er jour de rabia ath-thani 1269 ap. H.) et voyagea vers Bagdad au cours d’un très rude hiver pour arriver à destination le 8 avril 1853 (28e jour de joumada ath-thania 1269 ap. H.). Il découvrit la communauté des réfugiés bábis en pleine confusion et s’efforça de la restaurer.

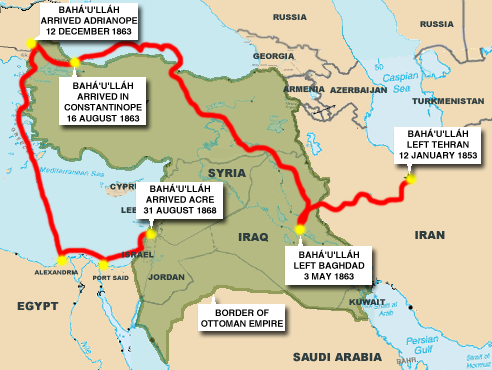
Exil de Bahá’u’lláh.

Mais devant les conflits et les querelles intestines, il se retira comme ermite au Kurdistan sous le pseudonyme de Darvísh Muḥammad-i-Irání pour y vivre et y méditer dans les montagnes de Sar-Galú près de la ville de Sulaymáníyyih (Takyiy-i-Mawláná). Il quitta Bagdad le 10 avril 1854 (12e jour de rajab 1270 ap. H.) et n’y revint que le 19 mars 1856 (12e jour de rajab 1272 ap. H.) à la demande des bábis pour reprendre la direction de la communauté.
Son influence grandissante commença à inquiéter ses opposants, qui demandèrent aux autorités ottomanes de l’exiler encore plus loin. Sur le point de quitter Bagdad pour se rendre en exil à Constantinople, Bahá’u’lláh déclara publiquement à son entourage qu’il était « Celui que Dieu rendra manifeste » promis par le Báb, alors qu’il séjournait dans les jardins de Najíbíyyih (surnommés « Jardins de Riḍván », jardins du « paradis ») du 22 avril 1863 (3e jour de dhou al qi`da 1279 ap. H.) au 3 mai 1863 (14e jour de dhou al qi'da 1279 ap. H.). Cet évènement est fêté chaque année par les bahá’ís comme le « festival de Riḍván ».

### Constantinople

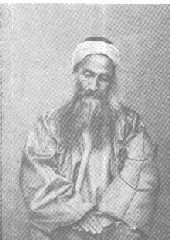
Ṣubḥ-i-Azal vers 1889-1890.

Bahá’u’lláh partit pour Constantinople le 3 mai 1863 et y arriva le 16 août 1863 (1er jour de rabia al awal 1280 ap. H.). Mais n’y resta que peu de temps, car ses adversaires prirent rapidement conscience du danger que représentait sa présence au cœur même de l’empire ottoman. Il fut donc de nouveau exilé à la marge de cet empire, dans la partie européenne de la Turquie.

### Andrinople
Bahá’u’lláh séjourna à Andrinople du 12 décembre 1863 (1er jour de rajab 1280 ap. H.) au 12 août 1868 (22e jour de rabia ath-thani 1285 ap. H.) ;
C’est depuis cette ville qu’il annonça sa mission au monde et à ses dirigeants politiques ou religieux.
C’est aussi dans cette ville que l’opposition de son demi-frère Ṣubḥ-i-Azal devint officielle : celui-ci avait été nommé par le Báb à la tête de la communauté bábie jusqu’à la venue de « Celui que Dieu rendra manifeste » et il rejeta la prétention de Bahá’u’lláh d’être ce personnage. Il s’ensuivit un schisme au sein de la communauté bábie entre les « bahá’is » partisans de Bahá’u’lláh et les « azalis » partisans de Ṣubḥ-i Azal. Ce conflit prit une tournure si violente que les autorités ottomanes décidèrent de les séparer en envoyant Bahá’u’lláh dans le vilayet de Syrie à Saint-Jean-d'Acre (aujourd’hui en Israël) et Ṣubḥ-i-Azal dans l’île de Chypre à Famagouste, où il mourut en 1912.

### Saint-Jean-d'Acre

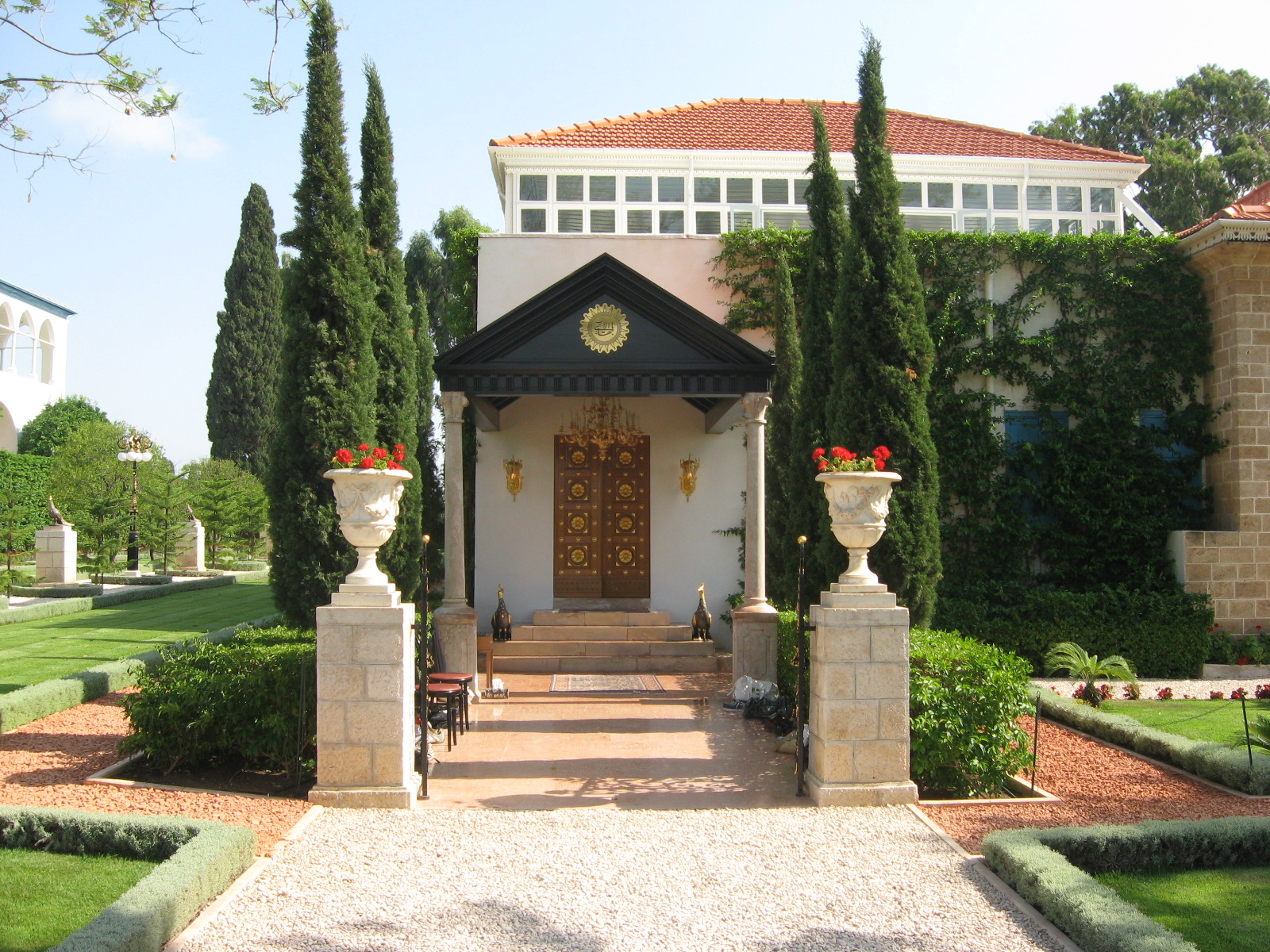
Tombeau de Bahá’u’lláh à Bahjí.

Bahá’u’lláh arriva finalement par bateau à Saint-Jean-d'Acre (‘Akká) le 31 août 1868 (12e jour de joumada al oula 1285 ap. H.). Il resta emprisonné dans la citadelle d’Acre durant 2 ans, 2 mois et 5 jours… et fut ensuite assigné à résidence dans cette colonie pénitentiaire durant 9 ans.
Il passa les 24 dernières années de sa vie, toujours prisonnier de l’Empire ottoman, dans la ville de Saint-Jean-d’Acre et ses environs, sans jamais cesser d’exhorter les puissants de ce monde à réconcilier leurs différends, à réduire leurs armements, et à consacrer leurs énergies à instaurer la paix universelle. Il planta sa tente sur le Mont Carmel en 1891.
Bahá’u’lláh s’éteignit vers 3 heures du matin le 29 mai 1892 (2e jour de dhou al qi`da 1309 ap. H.) au nord de Saint-Jean-d’Acre dans le manoir de Bahjí, où il est enterré. Son tombeau est le point de convergence (qiblih) de la communauté mondiale bahá’íe engendrée par son message.
Dans son livre-testament intitulé Kitáb-i-‘Ahdí (le Livre de l’Alliance), qui fut lu publiquement 9 jours après son décès, il désigna son fils aîné ‘Abbás Effendi comme l’unique interprète autorisé de ses écrits et son successeur à la tête de la communauté bahá’íe. Celui-ci prit alors le titre de ‘Abdu’l-Bahá (« Serviteur de Bahá ») et dû faire face à la rébellion de son demi-frère Mírzá Muḥammad-‘Alí, qui arrivait en seconde position dans la lignée successorale. Les écrits bahá’ís définissent deux autorités pour la communauté : l’une est l’institution héréditaire du Gardiennat chargée de l’interprétation des textes sacrés ; l’autre est l’institution élue de la Maison universelle de justice chargée de l’application des lois et de la gestion de la communauté. Pour les bahá’ís, les décisions de ces deux institutions sont considérées comme « divinement inspirées » et « infaillibles » dans leurs domaines respectifs, et ils doivent s’y conformer. Les bahá’ís considèrent que la claire désignation de l’autorité à la tête de la communauté met celle-ci à l’abri de tout schisme durable : c’est ce qu’ils appellent la « petite alliance de Bahá’u’lláh ».

## Son message
Bahá’u’lláh garda secrète durant dix ans l’expérience mystique qu’il vécut en 1852 à Téhéran dans la prison du Síyáh-Chál, et ne l’annonça à son entourage qu’en 1863, lorsqu’il était sur le point de quitter Bagdad pour Constantinople. Mais ce n’est qu’après 1867, lors de ses exils à Andrinople puis à Saint-Jean-d’Acre, qu’il adressa des messages écrits aux dirigeants les plus éminents de son temps.
Il interpella les ecclésiastiques musulmans et chrétiens, comme le pape Pie IX (Lawḥ-i-Páp), aussi bien que les têtes couronnées (Súriy-i-Mulúk), parmi lesquelles le roi de Perse Naṣiri’d-Dín Sháh (Lawḥ-i-Sulṭán) et son grand vizir (Súriy-i-Ra’ís), le tsar de Russie Alexandre II (Lawḥ-i-Malík-i-Rús), la reine britannique Victoria (Lawḥ-i-Malíkih), le kaiser Guillaume Ier (Kitáb-i-Aqdas, verset 86), l’empereur des Français Napoléon III (Lawḥ-i-Napulyún), l’empereur d’Autriche François-Joseph Ier (Kitáb-i-Aqdas, verset 85), ou encore les dirigeants d’Amérique et les présidents des différents États, ainsi que les membres des parlements à travers le monde.
Dans ses missives, il n’hésite pas à se présenter comme un messager de Dieu, voire comme le « retour de Jésus » attendu par les chrétiens et les musulmans, et il exhorte les puissants de ce monde à établir le « Royaume de Dieu sur terre » en écoutant la nouvelle révélation de Dieu qu’il apporte pour notre époque.

### Ses écrits
La production des écrits de Bahá’u’lláh est estimée à plus de cent volumes, ce qui représente 70 fois le Coran et 15 fois la Bible. Il écrivait parfois de sa main mais le plus souvent dictait à ses secrétaires et contrôlait ensuite les manuscrits qu’il certifiait de son sceau. Il prit de son vivant des dispositions pour l’édition lithographique de certains ouvrages à Bombay, comme le Kitáb-i-Íqán (le Livre de la Certitude) ou le Kitáb-i-Aqdas (le Livre le Plus Saint).
Beaucoup de textes originaux en arabe et en persan n’ont pas encore été traduits mais sont conservés dans les archives du Centre mondial bahá’í situé sur le Mont Carmel à Haïfa au nord d’Israël. Quelques textes, dont on connaît l’existence, n’ont cependant pas encore été retrouvés. La Liste de Leiden recense les titres connus, mais est probablement incomplète.
L’œuvre de Bahá’u’lláh couvre une vaste gamme de thèmes, depuis la poésie mystique comme les Paroles Cachées (Kalimát-i-Maknúnih, 1857) ou les Sept vallées (Haft-Vádí, v1858), jusqu’aux textes législatifs comme le Livre le Plus Saint (Kitáb-i-Aqdas, 1873) et les tablettes révélées après lui dans les 15 dernières années, en passant par l’exégèse théologique dans le Livre de la Certitude (Kitáb-i-Íqán, 1861) ou le Merveilleux Livre Nouveau (Kitáb-i-Badí’, 1867) et les conseils aux rois et dirigeants du monde comme dans son Appel du Seigneur des Armées ou sa Proclamation (entre 1867 et 1870).
Les bahá’ís considèrent tous les écrits du Báb et de Bahá’u’lláh comme divinement révélés sous l’influence de l’Esprit Saint, mais ne reconnaissent en théorie aucun récit de témoins équivalent aux évangiles ou à la sunna. En pratique, la situation est plus nuancée et des témoignages comme celui du Pr Edward G. Browne cité dans la présente annexe sont abondamment repris.

### Révélation progressive
Pour les bahá’ís, il en va de la « vérité » religieuse comme de la connaissance scientifique : elle apparaît par étapes et ce qui est considéré comme certain à une époque peut être remis en cause à une autre par une nouvelle découverte ou par une meilleure compréhension. Selon Bahá’u’lláh, il existe un plan divin pour le développement du l’humanité, qui est révélé d’âges en âges par Dieu au travers de « grands éducateurs ».
Pour désigner ces personnages, les écrits bahá’ís utilisent le terme de « Manifestation de Dieu » (ẓuhúr’u’lláh pour la forme active : « manifestation de Dieu » ou maẓhar-i-ilahí pour la forme passive : « lieu de la manifestation du divin »). Cette notion de « manifestation » se retrouve dans les écrits du Báb, ainsi que dans ceux des mystiques persans comme Sohrawardi et Mullá Ṣadrá Shírází, ou encore dans l’école du Shaykhisme. Il s’agit d’une « épiphanie » (du grec épiphanéia : « apparition, manifestation », venant de épiphainéin : « paraître ou briller sur ») et non d’une « incarnation » de Dieu, que l’on peut essayer de comprendre par la métaphore du reflet solaire dans un miroir : le soleil (Dieu) ne quitte pas le ciel pour descendre dans le miroir (l’homme), mais ses qualités s’y reflètent par l’intermédiaire de ses rayons (l’esprit saint). Les « grands éducateurs » de l’humanité sont considérés comme des hommes « parfaits » (al-Insán al-Kámil الإنسان الكامل), des « miroirs » parfaitement purs et polis dans lesquels le « soleil divin » peut manifester ses qualités dans toute sa splendeur. Si l’on considère les « miroirs », ils sont tous différents, mais si l’on considère le reflet du soleil, ils ne sont qu’Un.
Selon Bahá’u’lláh, la religion est composée de deux parties : une partie concerne les lois spirituelles permettant à l’homme de découvrir sa vraie nature, alors que l’autre concerne les lois sociales chargées d’assurer la paix et le développement de la société. Il considère que puisque la nature humaine reste la même, ces lois spirituelles demeurent immuables d’âges en âges, mais que l’humanité étant en perpétuelle évolution, ces lois sociales doivent être modifiées selon le temps et le lieu. Bahá’u’lláh compare ces dernières à des vêtements que l’Homme doit changer à chaque stade de son développement pour être toujours habillé de la manière la plus convenable et la plus parfaite.
Bahá’u’lláh prétend être l’une de ces « Manifestations de Dieu », qui se succèdent indéfiniment depuis l’aube des temps pour éduquer l’humanité, non pas « l’ultime » mais celle annoncée dans les écrits saints antérieurs pour notre époque, où l’humanité est confrontée à une profonde transformation technologique, sociale et spirituelle. Pour faciliter ce processus, Bahá’u’lláh donne dans ses écrits un ensemble de lois et de directives considérées par les bahá’ís comme le plan directeur d’un nouvel ordre mondial devant tôt ou tard déboucher sur un nouvel « âge d’or »… en attendant la venue après au moins un millénaire de la prochaine « Manifestation de Dieu » chargée de guider l’humanité dans les étapes ultérieures de son évolution. Cette promesse de la venue d’une future manifestation est appelée par les bahá’ís la « grande alliance de Bahá’u’lláh ».

### Science et conscience
Bahá’u’lláh met en avant l’importance de la science et de la religion pour le bon fonctionnement de la société. Pour son fils ’Abdu’l-Bahá :

« La vraie religion et la science ne sont pas en contradiction. Lorsqu’une religion est en opposition avec la science, elle devient une pure superstition. Ce qui est contraire à la connaissance est ignorance. Comment un homme peut-il croire à la réalité d’un fait démontré impossible par la science ? Si, contre toute raison, il y croit encore, c’est plutôt par une superstition aveugle que par la foi. Les vrais principes de toutes les religions sont conformes aux enseignements de la science. […] la religion et la science sont les deux ailes qui permettent à l’intelligence de l’homme de s’élever vers les hauteurs, et à l’âme humaine de progresser. Il n’est pas possible de voler avec une aile seulement. Si quelqu’un essayait de voler avec l’aile de la religion seulement, il tomberait bientôt dans le marécage de la superstition, tandis que, d’autre part, avec l’aile de la science seulement, il ne ferait aucun progrès mais sombrerait dans la fondrière désespérante du matérialisme. »

Bahá’u’lláh écrit que la connaissance est un des dons merveilleux de Dieu et un trésor qu’il incombe à chacun d’acquérir. Elle devrait être utilisée dans le but de contribuer au progrès et à l’évolution des peuples,, et guidée par la modération sinon elle s’avèrera source de mal,. De même pour la religion, qui est selon lui « le plus grand de tous les moyens pour établir l’ordre dans le monde et pour le contentement paisible de tous ceux qui l’habitent », mais dont il dénonce la superstition et le fanatisme destructeur, ce « un feu dévorant le monde, dont personne ne peut étouffer la violence » et dont « seule la main de la puissance divine peut délivrer l’humanité de cette désolante affliction ». ‘Abdu’l-Bahá explique que la religion est un médicament prescrit par le « médecin divin » pour soulager les maux de l’humanité et établir l’unité et la concorde parmi les peuples de la Terre, mais que si elle devenait source de haine et de conflits, le véritable acte religieux serait de s’en débarrasser comme d’une drogue qui aggraverait les maux qu’elle est censée guérir !
Bahá’u’lláh édicte des règles afin de mettre fin à l’extrême richesse et à l’extrême pauvreté, qui pervertissent la nature humaine. Il fait du travail une obligation pour les bahá’ís et l’élève au même niveau que la prière dans l’adoration de Dieu. Il leur interdit la mendicité et déclare que ceux qui sont incapables de travailler d’une manière ou d’une autre doivent être pris en charge par la communauté. Afin d’assurer le financement régulier de cette aide sociale, Bahá’u’lláh demande à ses adeptes de « purifier » leurs biens en s’acquittant d’une taxe (zakát) et en offrant le Ḥuqúqu’lláh (le « Droit de Dieu », arabe : حقوق الله). Pour réaliser ce programme, Bahá’u’lláh demande que dans chaque localité soit édifié un Mashriqu’l-Adhkár (« l’aube de la louange à Dieu », arabe : مشرق اﻻذكار), institution destinée à devenir le cœur social et religieux de chaque communauté bahá’íe et qui symbolise l’alliance de la science et de la religion en associant dans un même complexe un lieu de culte (appelé habituellement en français « Maison d’Adoration »), une école, une bibliothèque, un hôpital et un centre d’hébergement. Le premier Mashriqu’l-Adhkár fut fondé vers 1908 au Turkménistan par la communauté bahá’íe de ‘Ishqábád.
Selon Bahá’u’lláh, les solutions aux problèmes économiques sont avant tout spirituelles et la première qualité dont a besoin l’humanité est la Justice. Elle permet à chacun de juger par soi-même et de ne pas dépendre de l’opinion d’autrui ; elle protège l’homme de la démesure et de l’égarement ; elle assure la stabilité de la société en permettant de rétribuer chacun selon son dû. Cette qualité est pour Bahá’u’lláh un don divin que l’homme doit s’efforcer de conserver comme la prunelle de ses yeux.

### Unité dans la diversité
Pour les bahá’is contemporains, « l’unité dans la diversité » est le leitmotiv des écrits de Bahá’u’lláh, qui prend une résonance toute particulière à notre époque de mondialisation inexorable. Les écrits bahá’is affirment que l’humanité, après être passée successivement par les stades de la famille, de la tribu, de la cité-état et de la nation, est au seuil de son unification au niveau mondial, qui marquera le plus haut degré de développement qu’elle puisse atteindre sur cette planète.
Bahá’u’lláh affirme l’unicité transcendante de Dieu, ainsi que l’unité des prophètes reflétant la même lumière divine et des religions exprimant la même volonté divine. Il affirme l’unité biologique et spirituelle de l’humanité et exhorte tous les hommes à se considérer comme des frères, comme « les fruits d’un même arbre et les feuilles d’une même branche », en se concentrant sur ce qui les unit et non pas sur ce qui les divise. Chaque homme est appelé à apporter la richesse de sa diversité pour bâtir une société planétaire, pacifique et scientifique, respectueuse de l’homme et de la planète. Et selon Bahá’u’lláh, « est en fait un homme celui qui, aujourd’hui, se consacre au service de la race humaine tout entière », car « il n’appartient pas à celui qui aime sa patrie de s’enorgueillir, mais plutôt à celui qui aime le monde entier ; la terre n’est qu’un seul pays et tous les hommes en sont les citoyens ».
Dans cette optique, Bahá’u’lláh demande en plusieurs occasions à ses adeptes de « fréquenter les disciples de toutes les religions dans un esprit d’amitié et de fraternité » en décrétant que « la révélation de ces mots a annulé et aboli tout ce qui a pu mener les enfants des hommes à se fuir mutuellement et tout ce qui a causé des dissensions et des divisions parmi eux ». Bahá’u’lláh déclare ainsi que, pour ses disciples, les mariages mixtes sont permis, que les restrictions alimentaires et vestimentaires du passé sont levées et que la notion « d’impureté rituelle » est abolie, tout en recommandant de rechercher le « juste milieu », la plus grande propreté et le plus parfait raffinement. À l’humanité dont il souhaite l’unification, Bahá’u’lláh annonce :

« Ô vous qui demeurez sur la terre! Le trait distinctif qui marque le caractère prééminent de cette suprême révélation consiste en ce que Nous avons, d’une part, effacé des pages du Livre sacré de Dieu tout ce qui a pu être cause de conflits, de malignité et de dommages parmi les enfants des hommes et, d’autre part, imposé les conditions préalables indispensables à la concorde, à la compréhension et à une unité parfaite et durable. Heureux ceux qui observent mes ordonnances. […] Si puissante est la lumière de l’unité qu’elle peut illuminer toute la terre. »

### Paix mondiale
L’établissement d’une paix mondiale est l’une des préoccupations majeures des écrits de Bahá’u’lláh.
Dans ses missives, il exhorte dans un premier temps les puissants de ce monde à établir la « Paix Suprême » du « Royaume de Dieu sur terre », mais devant l’absence de réaction, il leur conseille alors d’essayer d’établir la « Moindre Paix », pour le bien de leurs peuples respectifs, en réduisant leurs armements et en réglant pacifiquement leurs différends.
Il leur recommande pour cela de créer une assemblée, à laquelle prendraient part les représentants de tous les gouvernements du monde, afin de se consulter sur les problèmes internationaux et de trancher avec autorité les litiges de la manière la plus pacifique possible, en n’hésitant pas à unir toutes leurs forces contre les récalcitrants pour les contraindre à revenir à la raison. La Société des Nations fondée après la Première Guerre mondiale et l’Organisation des Nations unies fondée après la Seconde Guerre mondiale sont deux exemples que cette idée n’était pas utopique.
Pour faciliter l’établissement de la paix en améliorant la compréhension entre les peuples, ils leur conseille de se réunir pour choisir une langue et une écriture commune, déjà existantes ou à inventer, et de les enseigner dans les écoles de leurs pays respectifs, afin qu’un homme n’ait plus que deux langues à apprendre : sa langue maternelle et la langue commune universelle. Il assure que la réalisation de ce programme amènera quiconque à se sentir chez lui où qu’il aille, et sera l’un des signes de l’entrée de l’humanité dans sa maturité. ‘Abdu’l-Bahá et le Gardien Shoghi Effendi (1897-1957) s’exprimèrent favorablement en faveur de l’espéranto inventé en 1887.
Mais ces conseils restèrent lettre morte, et Bahá’u’lláh leur annonça qu’ils allaient devoir supporter les conséquences de leurs actes, en particulier Napoléon III dont il annonça la chute quelques mois avant quelle ne survienne.
Bahá’u’lláh affirma cependant au professeur E.G. Browne, qui lui rendit visite en 1890, que les hommes ne pourront s’opposer indéfiniment à la réalisation du plan divin : « Cela sera, malgré tout ; ces luttes stériles, ces guerres ruineuses passeront et la « paix suprême » viendra… Ces querelles, ces carnages et cette discorde doivent cesser et tous les hommes seront comme une seule tribu, comme une seule famille. »

### Nouveau cycle de l’humanité
Le Bayán du Báb et le Kitáb-i-Íqán de Bahá’u’lláh, que les bahá’ís considèrent comme l’achèvement du premier, abondent en explications sur la Bible et le Coran. Ils expliquent que leurs prophéties relatives au « Jour de la Résurrection et du Jugement » ne doivent pas être prises au sens littéral mais doivent être comprises métaphoriquement. Elles n’annonceraient pas la destruction de notre monde physique mais le passage entre deux cycles de l’humanité, et le Báb serait la porte ouverte entre l’ancien « cycle prophétique » et le nouveau « cycle de la splendeur » (bahá’) de l’accomplissement des promesses prophétiques.
Selon le Báb, le « cycle prophétique » débuta avec Adam 12 210 années avant sa venue et s’acheva avec la révélation de Mahomet désigné par le Coran comme le « Sceau des prophètes » (Khátam an-Nabiyyín). Le Báb annonce dans ses écrits la venue après lui de « Celui que Dieu rendra manifeste », qui doit inaugurer ce cycle de la splendeur destiné à s’étendre sur une période d’au moins 500 000 ans avec la venue dans le futur d’autres « Manifestations » de Dieu successives. Dans son Épître aux Lettres du Vivant (Lawḥ-i-Ḥurúfát), le Báb s’adressa ainsi à ses disciples avant de les envoyer à travers la Perse annoncer la « Bonne Nouvelle » de l’aube d’une nouvelle ère :

« Je vous prépare pour la venue d’un grand Jour. Déployez tous vos efforts afin que dans le monde à venir, moi qui vous instruis aujourd’hui, je puisse, devant le trône de miséricorde divine, me réjouir de vos actes et me glorifier de vos exploits. Nul ne connaît encore le secret du Jour qui doit venir. Il ne peut être divulgué et nul ne peut s’en faire une idée. L’enfant nouveau-né de ce Jour sera plus avancé que les hommes les plus sages et les plus vénérables de notre temps. Le plus humble, le plus ignorant de cette époque-là surpassera en connaissances les théologiens les plus érudits et les plus accomplis de nos jours. Dispersez-vous en tous sens à travers ce pays et, d’un pied ferme, d’un cœur sanctifié, préparez la voie pour Sa venue. Ne contemplez pas votre faiblesse et votre fragilité ! Fixez votre regard sur le pouvoir invincible du Seigneur, votre Dieu tout puissant. »

Les écrits bahá’ís comparent le développement de l’humanité à celui d’un être vivant passant successivement par l’enfance, l’adolescence et l’âge adulte : l’enfance est le « cycle prophétique » et l’âge adulte est le « cycle de l’accomplissement », qui est atteint après la crise de l’adolescence. D’un point de vue bahá’í, on pourrait identifier ce « cycle prophétique » et l’enfance de l’humanité avec la civilisation agro-pastorale, qui vit l’unification progressive des communautés humaines à l’échelle de la famille, de la tribu, de la cité-état et de la nation, sans grands changements dans le mode de vie au cours des millénaires. L’adolescence de l’humanité correspondrait alors à la crise engendrée par l’explosion démographique et la révolution industrielle apparues au XIXe siècle, entraînant un déséquilibre entre ses capacités matérielles nouvelles et ses capacités spirituelles anciennes, et aboutissant à un esprit immature dans un corps adulte. Toujours dans la même logique, l’humanité n’atteindrait l’âge de sa maturité qu’après avoir rétabli l’harmonie entre les deux, ayant besoin pour cela d’intégrer de nouvelles normes et de nouvelles règles de conduite.
Bahá’u’lláh se présente comme le « Messager de Dieu » annoncé pour la « fin des temps » dans les écrits saints du passé et attendu par les zoroastriens, les juifs, les chrétiens, les musulmans et les bábis : « Tous les livres divins et toutes les Écritures ont prédit et annoncé aux hommes l’avènement de la révélation suprême. Personne ne peut dénombrer exactement les versets consignés dans les livres des âges passés lui annoncent cette bonté suprême, ce bienfait des plus puissants ». Il annonce que se lève « le jour qui ne sera plus suivi par la nuit », le jour où l’on voit poindre l’instauration du « Royaume de Dieu » sur terre sous l’influence régénératrice de la Parole divine qu’il est chargé de transmettre. Et pour guider l’humanité dans sa transformation, Bahá’u’lláh édicte un corpus de lois et des directives, que les bahá’ís considèrent comme le plan directeur de la future civilisation mondiale.
Dans ses écrits, Bahá’u’lláh abroge des coutumes ancestrales, qu’il estime ne plus convenir à notre époque, comme la pratique de la « guerre sainte »,, de l’esclavage, et des punitions inhumaines (flagellation et lapidation des fornicateurs, amputation des voleurs…) bien que la peine maximale pour un incendiaire est d’être brûlé et pour un meurtrier au premier degré, d’être exécuté. Il met l’accent sur des notions très « modernes », comme le respect de l’environnement, la juste répartition des richesses avec la prise en charge des infirmes et des indigents par la société, l’éducation obligatoire et prise en charge au besoin par la communauté, une langue auxiliaire commune et universelle, la laïcité, l’abandon de la royauté absolue et son remplacement par une forme de gouvernement démocratique basée sur la consultation et le vote,, ainsi que l’instauration d’une assemblée et d’un tribunal supranationaux pour régler le plus pacifiquement possible les différends entre les peuples.
Bahá’u’lláh avertit cependant l’humanité : le processus est enclenché, son issue est inéluctable et les hommes ne pourront s’opposer indéfiniment à la réalisation du plan divin :

« Par le mouvement de notre plume de gloire, Nous avons, sur l’ordre du tout-puissant Ordonnateur des choses, insufflé dans chaque être humain un renouveau de vie et instillé dans chaque mot une puissance nouvelle. Toutes choses créées proclament les signes de cette régénération mondiale. Telle est la grande, la joyeuse nouvelle qu’apporte à l’humanité la plume de cette innocente victime. […] La plume du Très-Haut ne cesse d’appeler les hommes, et cependant combien peu prêtent l’oreille à sa voix ! Les habitants du royaume des noms se sont accrochés à l’aspect brillant du monde, oubliant que tout homme qui a des yeux pour voir et des oreilles pour entendre ne peut que s’apercevoir combien ses couleurs sont éphémères. Une force de vie toute nouvelle anime en ce moment tous les peuples de la terre, mais personne n’en a découvert la cause ou perçu la raison. […] Le jour approche où Nous aurons enroulé le monde et tout ce qu’il contient et où Nous établirons à sa place un ordre nouveau. Il a, en vérité, pouvoir sur toutes choses. […] Le monde est en travail, son agitation croît de jour en jour. Il est tourné vers l’incroyance et la perversité. Mais tel sera son sort, que Nous ne jugeons ni à propos, ni convenable de le dévoiler maintenant. Il s’obstinera longtemps encore dans sa perversité, et quand l’heure fixée sera venue, soudainement, apparaîtra ce qui fera trembler les membres de l’humanité. Alors, et alors seulement, sera déployé le divin étendard ; alors, et alors seulement, le Rossignol des cieux fera entendre sa pure mélodie. »

### Témoignage duPrEdward G. Browne
Le professeur Edward Granville Browne (1862-1926), un éminent orientaliste britannique de l’université de Cambridge, rencontra Bahá’u’lláh au manoir de Bahjí en 1890, et il nota ses impressions comme suit :

« Mon guide s’arrêta un moment pendant que j’enlevais mes chaussures. Puis, d’un mouvement rapide de la main, il tira la tenture et la referma aussitôt derrière moi. Je me trouvai alors dans une vaste salle au fond de laquelle il y avait un divan bas, tandis qu’en face de la porte étaient placées deux ou trois chaises. Bien que sachant vaguement où j’allais et qui j’allais voir - aucune précision ne m’avait été fournie - il me fallut une ou deux secondes avant que, le cœur battant de surprise et de crainte respectueuse, je réalise que la chambre n’était pas vide. Dans le coin où le divan touchait le mur se tenait un merveilleux et vénérable personnage, couronné d’une coiffure de feutre que les derviches appellent taj (d’une hauteur et d’une forme particulières), à la base de laquelle s’enroulait un mince turban blanc. Le visage de celui que je contemplai, je ne saurais l’oublier et pourtant je ne puis le décrire. Ses yeux perçants semblaient pénétrer jusqu’au tréfonds de l’âme ; de larges sourcils soulignaient la puissance et l’autorité, tandis que les rides profondes du front et du visage semblaient indiquer un âge que la chevelure noire comme le jais et la barbe, d’une luxuriance étonnante atteignant presque la taille, semblaient démentir. Il eut été superflu de demander en la présence de qui je me trouvais ; je me prosternais devant celui qui fait l’objet d’une vénération et d’un amour que les rois lui envieraient et auxquels les empereurs aspireraient en vain ! »

« Une voix douce, pleine de courtoisie et de dignité, me pria de m’asseoir et continua : « Loué soit Dieu de ce que tu sois parvenu au but. Tu es venu voir un prisonnier et un exilé… Nous ne désirons que le bien du monde et le bonheur des nations ; cependant, on nous suspecte d’être un élément de désordre et de sédition, digne de la captivité et du bannissement… Que toutes les nations deviennent une dans la foi et que tous les hommes soient des frères ; que les liens d’affection et d’unité entre les enfants des hommes soient fortifiés ; que la diversité des religions cesse et que les différences de races soient annulées, quel mal y a-t-il en cela ? Cela sera, malgré tout ; ces luttes stériles, ces guerres ruineuses passeront et la « paix suprême » viendra… N’avez-vous pas besoin de cela en Europe aussi? N’est-ce pas cela que le Christ a prédit ?… Cependant, nous voyons les souverains et les chefs d’État gaspiller plus volontiers leurs trésors en moyens de destruction de la race humaine qu’en ce qui conduirait l’humanité au bonheur… Ces luttes, ces massacres, ces discordes doivent cesser et tous les hommes doivent former une seule famille… Que l’homme ne se glorifie pas d’aimer son pays, mais plutôt d’aimer le genre humain. »

« Telles sont, pour autant que je m’en souvienne, quelques-unes des paroles que j’entendis prononcer par Bahá’u’lláh. Que ceux qui les lisent se demandent sincèrement si un être qui professe de telles doctrines mérite la mort et les chaînes, si le monde doit gagner ou perdre à leur diffusion. »

### Photothèque
Les bahá’ís traitent les représentations de Bahá’u’lláh avec le plus grand respect et estiment que les manifestations divines (dont Mírzá Ḥusayn-‘Alí Núrí) ne peuvent être représentées que dans des conditions garantissant le respect dû à leur rang. Ainsi, les photos de Bahá’u’lláh ne sont accessibles en principe que dans des circonstances spéciales à l’occasion du pèlerinage à Haïfa en Israël, et les bahá’ís se refusent à la publication au grand public, en ce qu’elle ne leur apporte pas les garanties nécessaires. On peut considérer cette attitude comme un effort pour éviter la vulgarité sans sombrer dans l’idolâtrie.

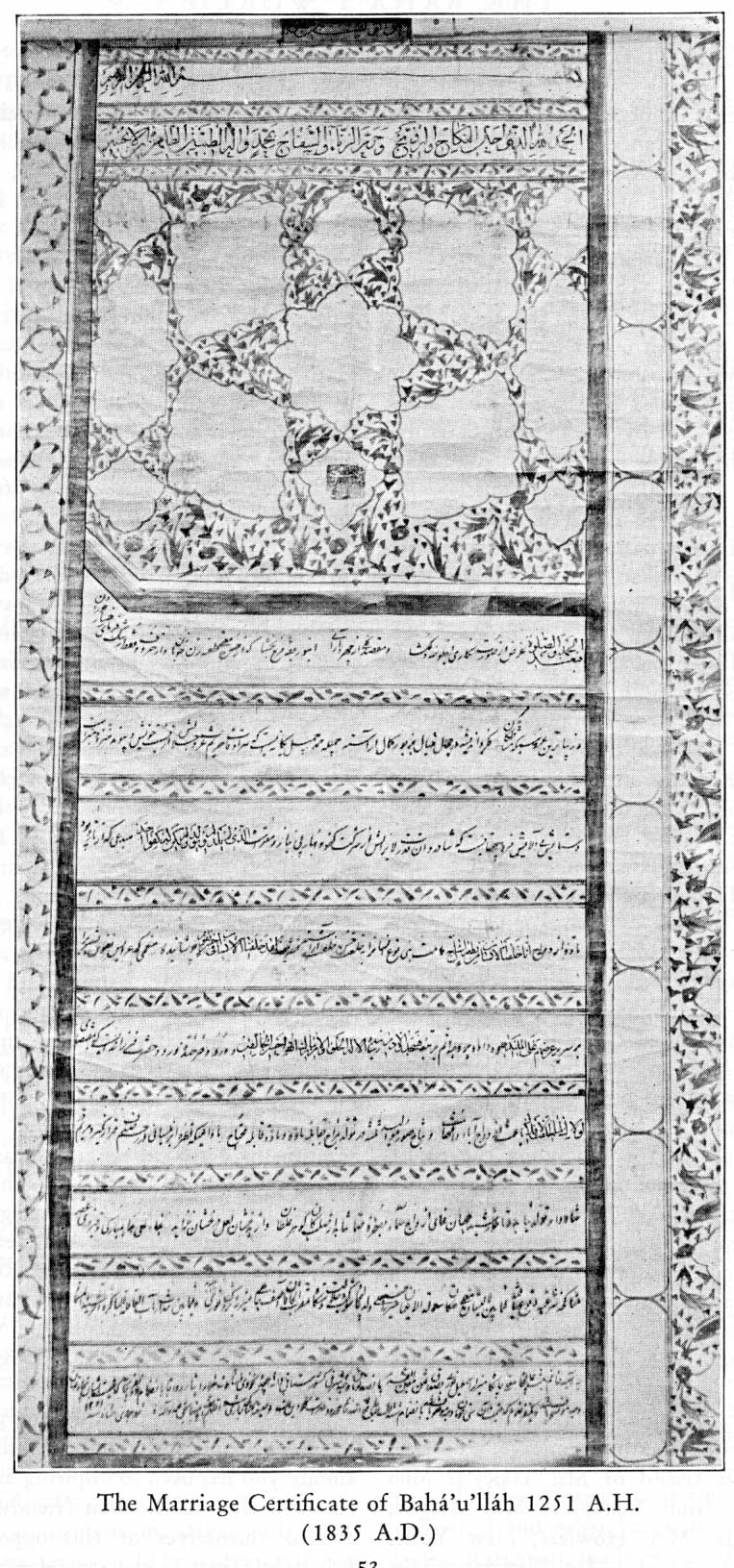
Certificat de mariage de Bahá’u’lláh et Ásíyih Khánum.
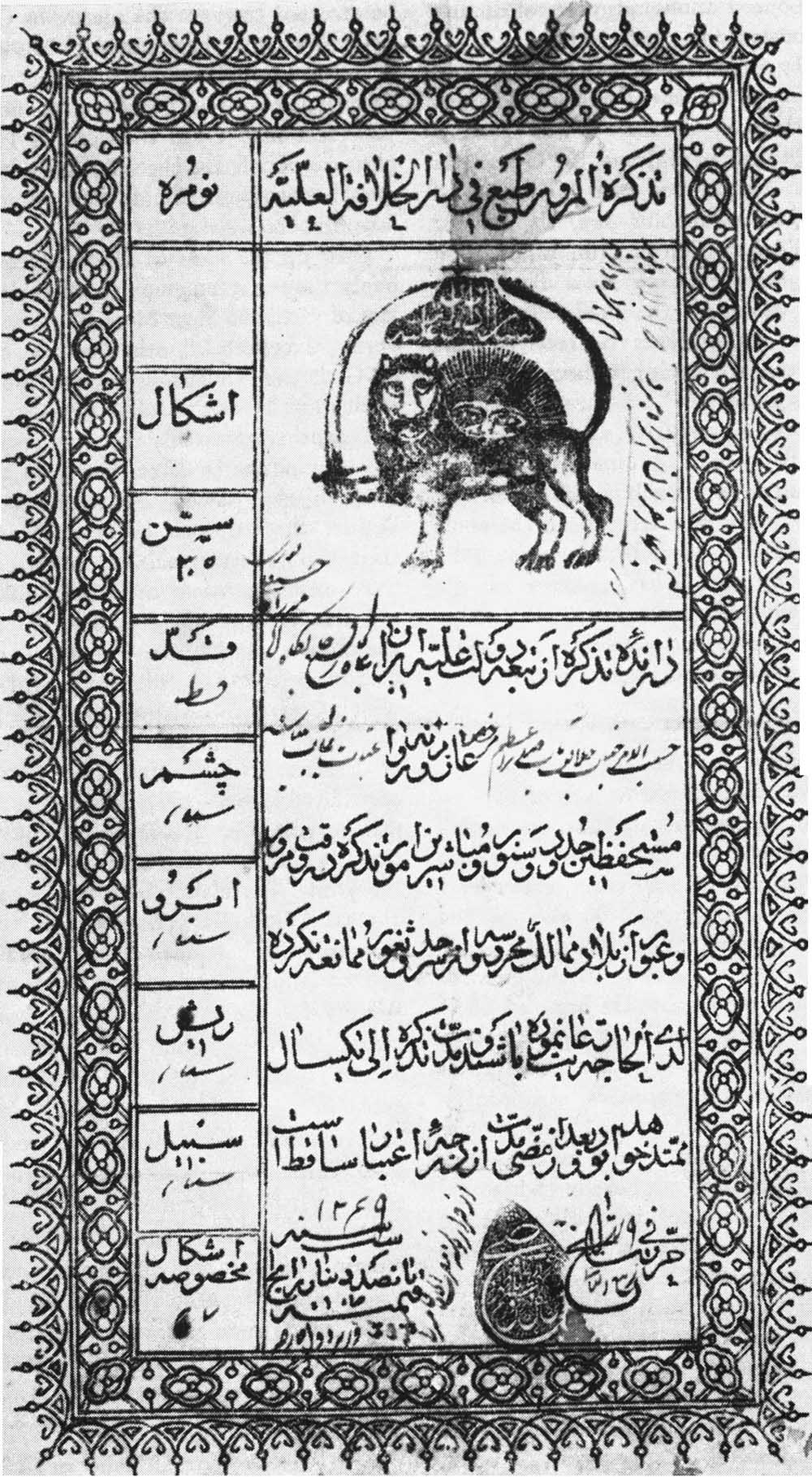
Passeport de Bahá’u’lláh.
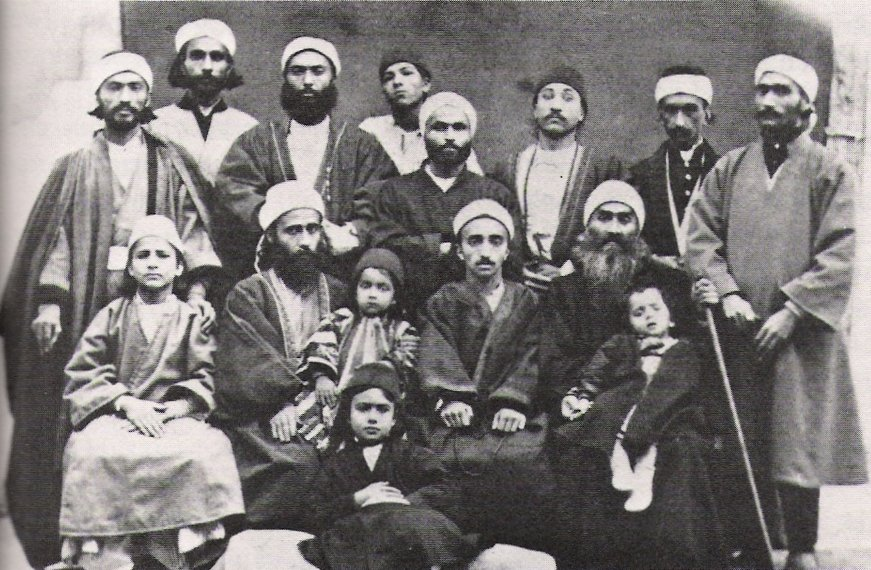
Parents et compagnons de Bahá’u’lláh (Andrinople 1868).
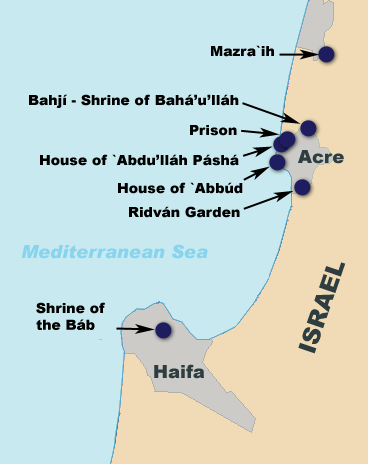
Plan des lieux saints bahá’ís de Acre-Haïfa.
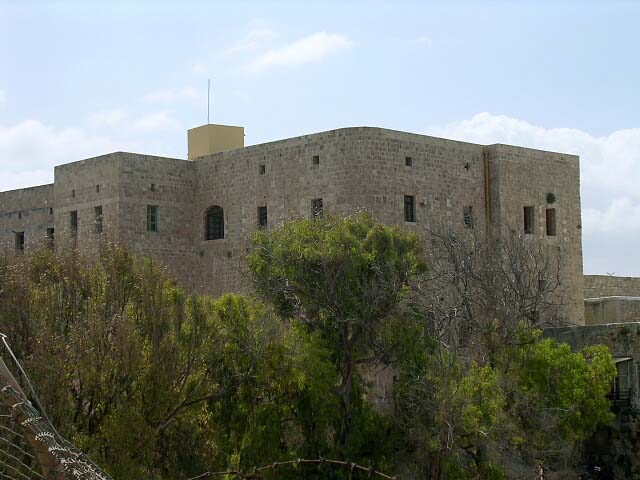
Citadelle d’Acre où fut emprisonné Bahá’u’lláh.
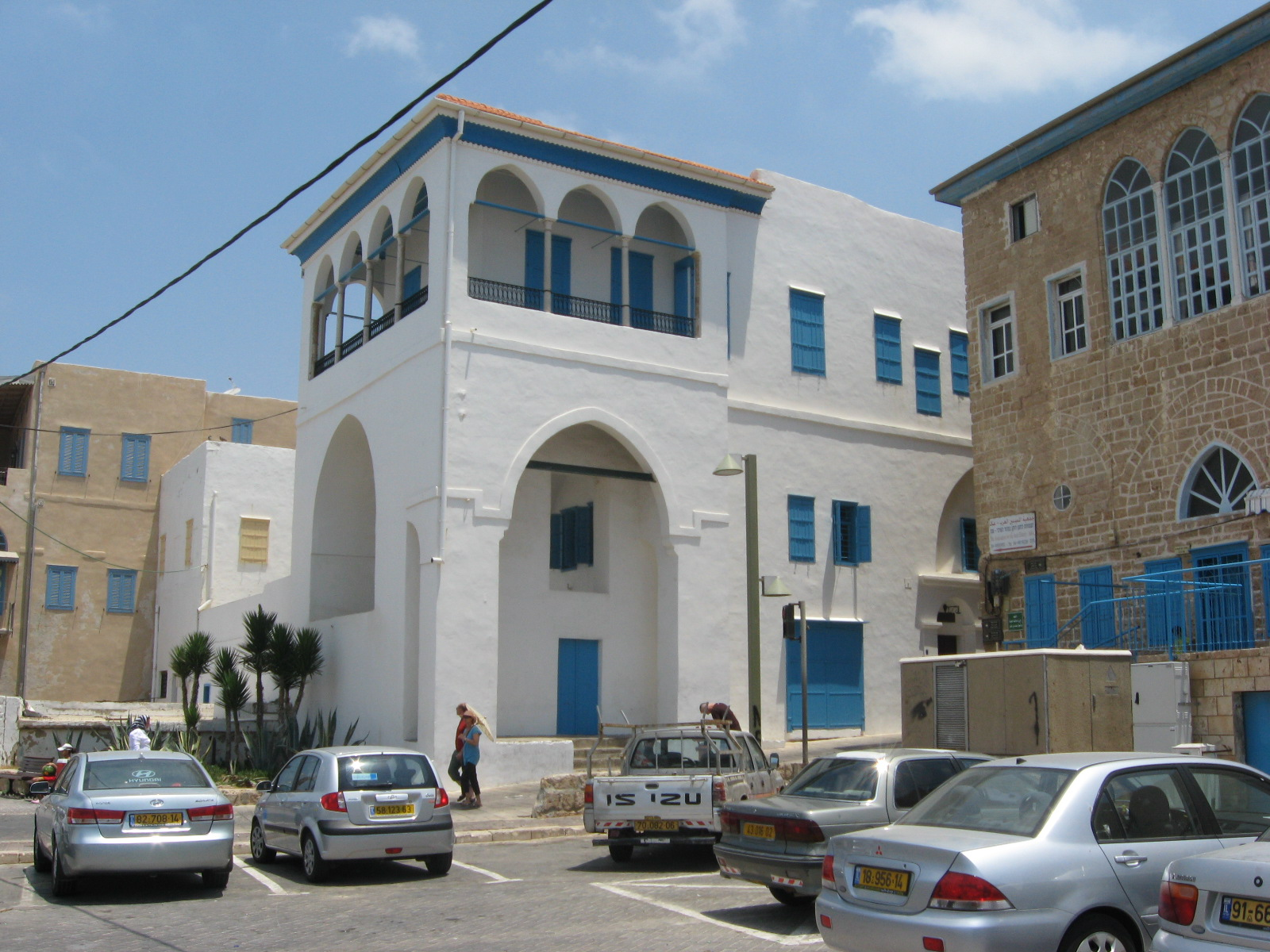
Maison d’Abbúd à d’Acre, où vécut Bahá’u’lláh.
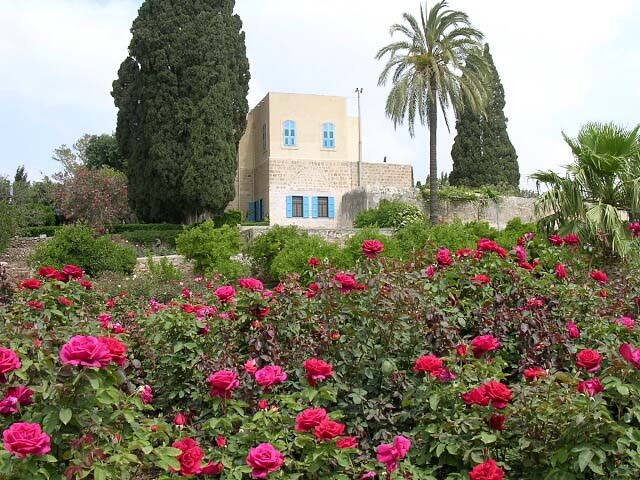
Manoir de Mazra’ih, où vécut Bahá’u’lláh.
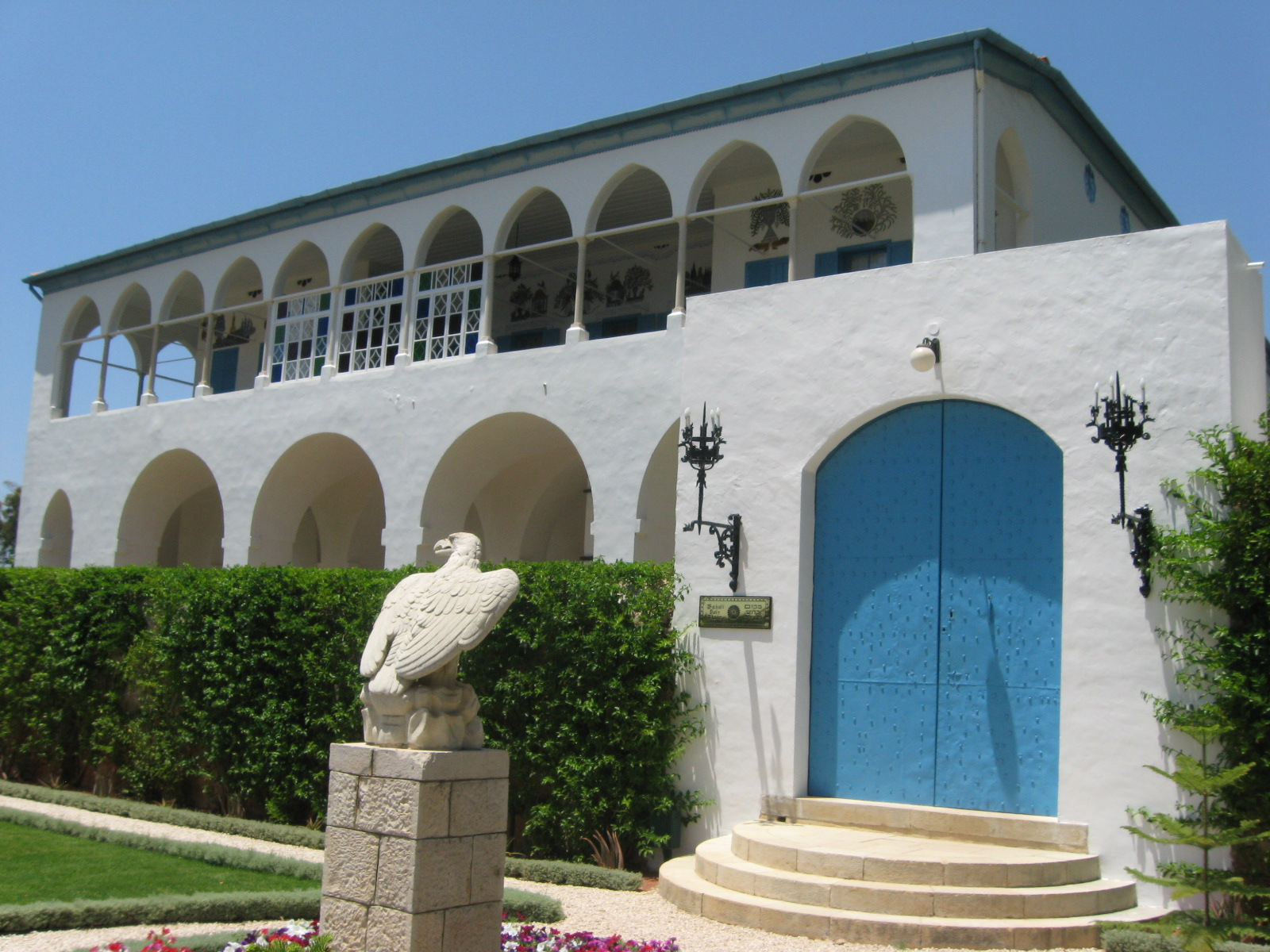
Manoir de Bahjí, où Bahá’u’lláh vécut ses dernières années.
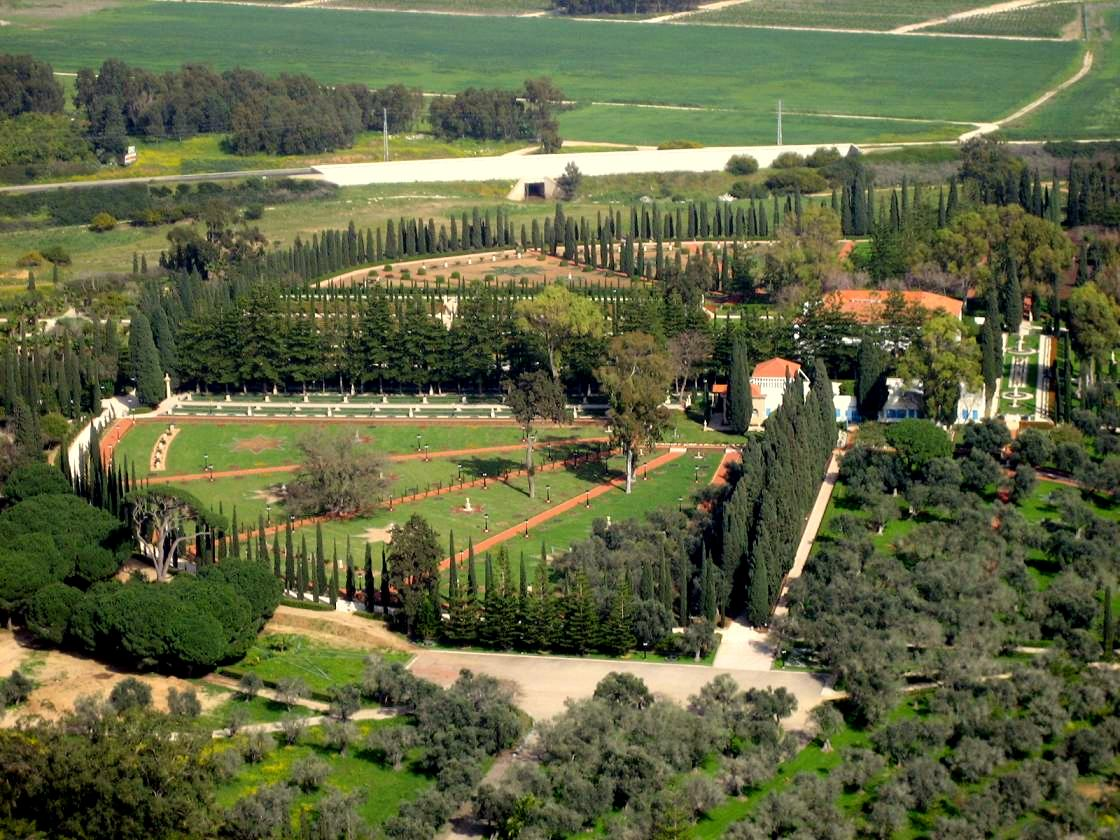
Vue aérienne des jardins entourant le manoir de Bahjí.

#### Sources officielles bahá'íes
- Bahá’u’lláh : Appel du Seigneur des Armées, Maison d’éditions bahá’íes (Bruxelles, Belgique, 2004),  (ISBN 978-2-13-040173-5) [lire en ligne].
- Bahá’u’lláh : Florilège d’écrits de Bahá’u’lláh, Maison d’éditions bahá’ies (Bruxelles, Belgique, 2006),  (ISBN 978-2-87203-073-6) [lire en ligne].
- Bahá’u’lláh : Kalimát-i-Maknúnih (Les Paroles Cachées), écrit par en arabe et en persan, traduit en anglais par Shoghi Effendi puis en français par M.E.B. et édité par la Maison d’éditions bahá’íes (Bruxelles, Belgique, 1990),  (ISBN 978-2-87203-018-7) [lire en ligne].
- Bahá’u’lláh : Kitáb-i-Aqdas (Le Livre le Plus Saint), édité par la Maison d’éditions bahá’íes (Bruxelles, Belgique, 1996),  (ISBN 978-2-87203-038-5) [lire en ligne].
- Bahá’u’lláh : Kitáb-i-Íqán (Le Livre de la Certitude), traduit du persan en français par Hippolyte Dreyfus et édité par les Presses Universitaires de France (P.U.F., Paris, France, 1re édition en 1904),  (ISBN 978-2-13-040173-5) [lire en ligne].
- Bahá’u’lláh : Lawḥ-i-Aqdas (la Plus Sainte Tablette, surnommée la Lettre aux Chrétiens), traduite et commentée par Jeremy Fox, éditée par la Librairie Bahá’íe (Paris, France, 1995),  (ISBN 978-2-9506563-4-6) [lire en ligne].
- Bahá’u’lláh : Lawḥ-i-Ibn-i-Dhib (Epître au fils du Loup), éditée par la Maison d’éditions bahá’ies (Bruxelles, Belgique, 2001),  (ISBN 978-2-87203-055-2) [lire en ligne].
- Bahá’u’lláh : Proclamation aux rois et dirigeants du monde, Maison d’éditions bahá’íes (Bruxelles, Belgique, 1983) D/1547/1983/5 [lire en ligne]
- Bahá’u’lláh : Tablettes de Bahá’u’lláh révélées après le Kitáb-i-Aqdas, édité par la Maison d’éditions bahá’íes (Bruxelles, Belgique, 1994),  (ISBN 978-2-87203-032-3) [lire en ligne].
- Balyusi, H.M. : Dans la Gloire du Père (Bahá’u’lláh, the King of Glory… une biographie de Bahá’u’lláh), édité par la Maison d’éditions bahá’ies (Bruxelles, Belgique, 2005),  (ISBN 978-2-87203-068-2) [lire en ligne].
- Esslemont J.E. : Bahá’u’lláh et l’ère nouvelle (Bahá’u’lláh and the new era), édité par la Maison d’éditions bahá’ies (Bruxelles, Belgique, 6e édition révisée, 1990),  (ISBN 978-2-87203-022-4) [lire en ligne].
- Muḥammad-i-Zarandí Nabíl-i-A’ẓam : La Chronique de Nabíl (Dawn-Breakers), écrit en persan à la fin du XIXe siècle, traduit du persan en anglais par Shoghi Effendi, traduit de l’anglais en français par M.E.B. et édité par la Maison d’éditions bahá’íes (Bruxelles, Belgique, 1986), D/1547/1986/6 [lire en ligne]
- Shoghi Effendi : Dieu passe près de nous (God passes by, 1944), publié par l’ASN des bahá’is de France (Paris, France, 1970) [lire en ligne].
- Shoghi Effendi : La Dispensation de Bahá’u’lláh (1934), traduit de l’anglais en français par Léon Karakehia et édité par la Maison d’édition bahá’ie (Bruxelles, Belgique, 2e ed 1970) D/1970/1547/5 [lire en ligne]
- Shoghi Effendi : Voici le jour promis, édité par l’ASN des bahá’ís de France (1960) [lire en ligne]
- Taherzadeh, Adib : La Révélation de Bahá’u’lláh, édité en 4 volumes par la Maison d’éditions bahá’ies (Bruxelles, Belgique) :
  - Tome 1 : Bagdad 1853-1863, [lire en ligne].
  - Tome 2 : Andrinople 1863-1868, [lire en ligne].
  - Tome 3 : Acre 1868-1877 [lire en ligne].
  - Tome 4 : Bahji 1877-1892
- Tirandaz, Nosrat : le Covenant, recueil de textes sur l’Alliance de Bahá’u’lláh, édité par la Librairie bahá’íe (Paris, France, 1995)  (ISBN 978-2-9506563-5-3) [lire en ligne].

#### Autres
- (en) Juan Cole, « Bahāʾ-Allāh », dans Encyclopædia Iranica, 1988 (lire en ligne)
- (en) Juan Cole, Modernity & the Millenium : The Genesis of the Baha’i Faith in the Nineteenth-Century Middle East, New York, Columbia University Press, 1998, 264 p. (ISBN 978-0-231-11081-5)
- (en) Denis MacEoin, The Sources for Early Bābī Doctrine and History : A Survey, Leiden, E.J. Brill, 1992, 274 p. (ISBN 978-90-04-09462-8, lire en ligne)
- (en) Moojan Momen, « Kalemāt-e Maknuna », dans Encyclopædia Iranica, 2011 (lire en ligne)
- (en) Sholeh Quinn, Stephen Lambden, « Ketāb-e Iqān », dans Encyclopædia Iranica, 2010 (lire en ligne)
- Fau, Jean-François : « Juifs et Baha’is en Iran. 1844-1920 », dans Revue des Études Juives, no 163, 2004.